# CBS Studios
CBS Studios é uma produtora de televisão americana que é uma subsidiária da CBS Entertainment Group, unidade da Paramount Global. Foi formada em 17 de janeiro de 2006, pela CBS Corporation como CBS Paramount Television, um rebatismo da primeira Paramount Television.
É o braço de produção de televisão da rede CBS, sendo a CBS Productions anteriormente responsável por tal  função até ser incorporada à Paramount Television em 2004. Juntamente com a Warner Bros. Television Studios, é fornecedor de programação para a rede de TV The CW, co-propriedade da Paramount com a Warner Bros. Discovery.

## História
Em 10 de agosto de 2004, a Viacom fundiu as operações da CBS Broadcast International e da Paramount International Television para formar a CBS Paramount International Television. Em 7 de setembro de 2004, a Viacom fundiu a CBS Productions e a Paramount Network Television para formar uma nova configuração da Paramount Network Television, parte do CBS Paramount Television Entertainment Group, com a CBS Productions se tornando uma mero selo.
Em 1º de janeiro de 2006, quando a divisão CBS/Viacom entrou em vigor, a CBS herdou o acervo e o estúdio de televisão da Paramount, com a nova Viacom mantendo a Paramount Pictures, a MTV Networks e a BET Networks. Em 17 de janeiro de 2006, o CEO da CBS Corporation, Les Moonves, anunciou que a Paramount Television seria renomeada para CBS Paramount Television a partir daquele dia, parte da CBS Paramount Network Television, e a divisão de distribuição doméstica se tornaria CBS Paramount Domestic Television.
Em 26 de setembro de 2006, a CBS Corporation fundiu suas empresas de distribuição de televisão - King World, CBS Paramount International Television e CBS Paramount Domestic Television - para formar a CBS Television Distribution (CBSTVD). A CBS Home Entertainment foi então estabelecida como uma subsidiária desta última.

Logotipo da CBS Paramount Television (2006-2009)

Logotipo da CBS Television Studios (2009-2020)

Em 17 de maio de 2009, abandonou o nome Paramount após a licença do uso da marca concedida pela Viacom ter expirado, formando a CBS Television Studios (CTS).
A National Amusements manteve o controle majoritário da CBS e da segunda Viacom. Por um curto período de tempo, muitos dos filmes da Paramount foram distribuídos internamente pela CBS Television Distribution. A Paramount Home Entertainment continuou com a distribuição home video de programas da CBS através da marca CBS DVD.
A CBS Studios não produz diretamente nenhum programa que seja exibido no Showtime, um canal de TV por assinatura premium pertencente à Paramount. Em vez disso, a empresa-irmã Showtime Entertainment lida com as produções do canal. No entanto, a CBS Media Ventures e o Paramount Global Distribution Group lidam com a distribuição desses programas dentro e fora dos Estados Unidos, respectivamente.
Em 25 de outubro de 2018, a CBS Television Studios anunciou a abertura de uma nova divisão de animação, a CBS Eye Animation Productions. Uma nova série da franquia Star Trek intitulada Star Trek: Lower Decks foi anunciada ao mesmo tempo.
Foi anunciado em 14 de agosto de 2019 que a CBS Corporation se reuniria com a Viacom em uma empresa de mídia combinada e seria renomeada ViacomCBS. Pela primeira vez em 13 anos, a ViacomCBS englobará o estúdio de cinema da Paramount, a sua atual unidade de produção televisiva e a CBS Studios sob uma mesma empresa.
Em 8 de outubro de 2020, foi anunciado que o CTS havia sido renomeado como CBS Studios como parte de uma unificação de marca entre as divisões da CBS, citando que o uso da palavra Television no nome era antiquado devido à sua posição de produzir conteúdo para múltiplas plataformas.